# Кръщение Господне
Кръщение Господне (също Богоявление, Просвещение, Водици, Йордановден или Попова коледа) е християнски празник, отбелязващ кръщението на Иисус Христос в река Йордан. Това е третият най-празнуван имен ден в България след Гергьовден и Ивановден и е отбелязван от около 150 хиляди души в страната.
Православната традиция е запазила празника Кръщение Господне инкорпориран с празника Богоявление, приемайки, че при кръщението на Иисус на река Йордан се появява Бог в своята триединна същност: Синът – Христос, Свети дух – във вид на гълъб, който каца върху Исус по време на кръщението му, и Небесния Отец, чийто глас (Глас Божи), оповестява, че Христос е Негов Син Във връзка с разкриването по този начин на Светата троица, празникът е наричан и Просвещение. В православието е един от Дванадесетте велики празника и се чества на 6 януари по Новоюлианския календар и Григорианския календар и на 19 януари от част от следващите Юлианския календар за богослужебни цели (у арменците денят на Рождество Христово и на Богоявление е един и същ, както и празникът е общ и е на 6 януари по Григорианския календар в Арменската апостолическа църква, а в Арменската църква на Йерусалим - на 19 януари). От католиците и протестантите той се празнува през следващата седмица, спрямо 6 януари. Западната християнска традиция посвещава празника Богоявление най-вече на събитията, свързани с раждането на Исус Христос от Дева Мария: Рождество Христово и съпътстващите го събития: Обрезание Господне и Поклонението на Влъхвите. Често този ден се възприема, като край на т.нар. Коледен сезон и на много места е този, на който се снема коледната украса.

## Кръщението на Христос
Празникът е свързан с великото водосвещение, напомняйки, че на река Йордан Бог е обновил чрез вода и Дух овехтяла от греха човешка природа. Тогава Иисус Христос се явява на света за обществено служение, провъзгласен от Бог Отец като Негов Син и като елемент от Божествената Троица.
Преди да се подложи на кръстителския ритуал (вариант на традиционния за евреите обред миква) Спасителят полага усилия да се подготви, „да изпълни всяка правда“ (Мат. 3:15). Кръщава се на 30-годишната възраст (необходима по еврейския обичай за всеки свещеник или учител, преди да излезе на обществена проповед). Кръщението извършва Йоан Предтеча (св. Йоан Кръстител). Христос се потапя трикратно във водите на реката и излиза от тях. Това символизира тайнството на смъртта и възкресението: умира земният човек, умира грехът му и се ражда, възкръсва одухотвореният човек.
След кръщението на Христос обредът придобива ново значение. Преди това, според Библията, Йоан Кръстител е често упрекван от фарисеите и садукеите, които му задават въпроси, като:  „Защо кръщаваш, ако не си Христос, ни Илия, нито Пророкът?“ Отговорът му е, че той само подготвя почвата за идването на Месията („Аз кръщавам с вода, но посред вас стои един, когото вие не познавате. Той е идещият след мене, който ме изпревари, и комуто аз не съм достоен да развържа ремъка на обущата му“). Скоро го и среща, кръщава го и впоследствие кръщаването става в негово (на Христос) име.
Кръщението в Светия Дух може да бъде определено като работа, чрез която Божият Дух поставя вярващия в съюз с Христос и в съюз с другите вярващи в тялото Христово в момента на спасение. Според 1 Коринтяни 12:13: „Защото ние всички, било юдеи или гърци, било роби или свободни, се кръстихме в един Дух да съставляваме едно тяло, и всички от един Дух се напоихме.“ Според Римляни 6:1 – 4: „Тогава какво? Например ли: Нека останем в греха, за да се умножи благодатта? Да не бъде! Ние, които сме умрели към греха, как ще живеем вече в него? Или не знаете, че ние всички, които се кръстихме да участваме в Иисуса Христа, кръстихме се да участваме в смъртта Му? Затова, чрез кръщението ние се погребахме с Него да участваме в смърт, тъй щото, както Христос биде възкресен от мъртвите чрез славата на Отца, така и ние да ходим в нов живот.“

## Възникване и развитие на празника
Богоявление възниква, като празник, когато някои църкви си спомнят, че Исус е кръстен на около 30 години и е започнал да учи хората за Бога, но е обявен като Син Божи и още при раждането си (и предизвестен като такъв, преди него). Кръщението е третирано, като откровение, а посещението на мъдреците (Тримата влъхви) и неговото кръщение възприемани, като моменти, в които Иисус е разкрит, като много важен за света.
Сред езичниците в Римската империя също е разпространено подобно тържество. В нощта на 5 срещу 6 януари в Египет се е празнувало раждането на бога на Слънцето Аион (Еон) от богинята-девица Кора (Персефона). На 6 януари е бил отбелязван и култът към Нил, в който е играла роля представата, че вечерта от някои извори е извирала кръв вместо вода.
Свидетелства за честването на християнския празник съществуват още от II век. Корените му водят в Египет. Климент Александрийски съобщава за гностическа общност, отбелязваща с нощно бдение кръщението на Иисус Христос. Според гностическото схващане, по време на Кръщението Логосът се е въплътил в човека Иисус и така се е явил на Земята (сред хората). По-късен вариант на Богоявление вероятно се е появил като опозиция на гностическия.
Епифаний от Саламин съобщава, че през 375 г. на този ден египетската църква празнува Рождението на Иисус, както и първото чудо в Кана (при което на една сватба Исус превръща водата във вино). С разпространението на празника се наслагват и допълнителни елементи в неговото съдържание; стига се дотам, че на 6 януари освен Рождението във Витлеем и чудото с виното в Кана се отбелязват и преклонението на тримата влъхви и кръщението в река Йордан. Следва преместването на Рождество Христово на 25 декември и така на Изток главен празник става кръщението на Иисус в река Йордан, докато на Запад продължава да се честват и чудото с виното и преклонението на мъдреците.

## Обичаи
С този празник завършват т.нар. Мръсни дни. В навечерието на Йордановден се приготвя третата (последна) Коледна Вечеря. На трапезата се слагат само постни ястия: боб, варено зеле или сарми с кисело зеле, пълнени чушки, орехи, прясна пита, колачета, хляб, но не от чисто пшенично брашно, а смесено с просено, в чест на просото (някъде вместо от просо слагат царевично брашно), вино. На трапезата се запалва и недогорялата от втората коледна вечер свещ. Има поверие, че през нощта срещу Йордановден небето се отваря и който види това, всичко, което си пожелае се сбъдва. Затова някога хората не са спели през тази нощ.
На Богоявление се практикува обичаят да се скача в река, за да се извади хвърления от свещеника кръст. Православната църква не забранява изрично жени да участват в ритуала. На този ден се извършва освещаване на водата. След водосвета свещеникът хвърля кръста във водата, а мъжете (или въобще - участниците) го изваждат. Този, който пръв стигне до кръста и го извади, ще бъде здрав и щастлив. Ако кръстът замръзне, това се счита за поличба, че годината ще бъде здрава и плодовита. Там, където е хвърлен кръстът, болните се изкъпват (напръскват), за да оздравеят. Също така и всички останали си измиват лицето и ръцете си - това се прави за здраве. Друг обичай, свързан с водата, е рано сутринта (на идния ден) момите, т.е. неомъжваните млади жени, да измият домашната икона и палешника (или какъвто земеделски инструмент го е заменил) от каденето - на реката или на чешмата. Това се прави, за да е бяло житото, което ще се роди.
Едно от имената на празника – Мъжки Водици – идва от обичая да се къпят само младоженците (наскоро оженените) и момченцата до 1-годишна възраст. На места извършват и т.нар. „хаскане“, при което 5 – 6 мъже обикалят къщите и къпят пеленачетата (бебетата), младоженците и годениците. Когато къпят мъж, подхвърлят го 3 пъти и викат: „Хааа-са!“, оттук – и името на обичая. Подобно къпане се извършва и на Ивановден. На този ден в някои райони обикалят и моми-водичарки. Те ходят по къщите и пеят песни за всеки член от семейството. Тези песни са подобни на коледните и лазарските.